# May Suttonová
May Godfrey Suttonová, celým jménem May Godfrey Sutton Bundy (25. září 1886, Plymouth, Anglie – 4. října 1975, Santa Monica, USA) byla americká tenistka anglického původu, první Američanka, která vyhrála dvouhru ve Wimbledonu a také vítězka US Championships.

## Tenisová kariéra
Narodila se v jihoanglickém přístavním městě Plymouth. Ve věku šesti let opustila Anglii a s rodiči se přestěhovala do Spojených států. Rodina se usadila na ranči blízko Pasadeny v Kalifornii. S tenisem začínala společně se sestrami Violetou, Florence a Ethel na kurtu, který postavil jejich otec. Mladé tenistky Suttonovy následně ovládly kalifornský tenis.

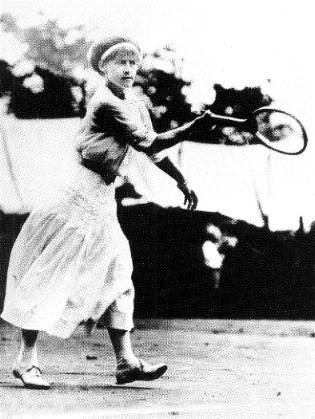
May Suttonová.

V roce 1904, ve svých 18 letech, dosáhla prvního vrcholu kariéry, když zvítězila ve dvouhře na grandslamu US Championships. Společně se spoluhráčkou Miriam Hallovou získala titul také v ženské čtyřhře a blízko měla k výhře i ve třetí kategorii turnaje – smíšené čtyřhře, když až ve finále spolu s F. B. Dallasem nestačili na pár Elisabeth Mooreová a Wylie Grant.
Následující rok 1905 se stala první Američankou a první nebritskou vítězkou Wimbledonu, když porazila domácí favoritku a dvojnásobnou držitelku titulu Dorotheu Douglassovou Chambersovou. Konzervativní londýnské publikum šokovala vyhrnutím rukávů, které odhalily její lokty a sukní v úrovni nad kotníky. Se stejnou soupeřkou pak sehrála další dvě wimbledonská finále, první neúspěšné a podruhé vítězné.
V roce 1912 se provdala za trojnásobného vítěze US Championships Toma Bundyho a opustila aktivní kariéru, aby založila rodinu. Roku 1921 se ve svých 35 letech vrátila k závodnímu tenisu a dosáhla na 4. místo v americkém žebříčku. V roce 1925 se ještě probojovala do finále ženské čtyřhry na US Championships a nastoupila za americký reprezentační tým ve Wightman Cupu. Roku 1929, ve 42 letech, hrála wimbledonské čtvrtfinále, první na tomto turnaji od roku 1907. V letech 1928 a 1929 nastoupila na US Championships do čtyřhry se svou dcerou Dorothy Cheneyovou a obě se tak staly jediným nasazeným párem matka a dcera v celé historii tohoto grandslamového turnaje. Roku 1930 vyhrál její synovec John Doeg na US Championships a o osm let později, v roce 1938 zvítězila dcera Dorothy na prvním grandslamu sezóny Australian Championships.
Roku 1956 byla uvedena do Mezinárodní tenisové síně slávy.
S tenisem nikdy neskončila a hrála jej i v osmé dekádě života. Zemřela roku 1975 v kalifornské Santa Monice, kde je pohřbena na Woodlawnově hřbitově.

## Finálová utkání na Grand Slamu

### Vítězství (7)
| Rok  | Turnaj           | Finalistka                       | Výsledek |
| 1904 | US Championships | Elisabeth Mooreová               | 6–1, 6–2 |
| 1905 | Wimbledon        | Dorothea Douglassová Chambersová | 6–3, 6–4 |
| 1907 | Wimbledon (2)    | Dorothea Douglassová Chambersová | 6–1, 6–4 |

### Finalistka (1)
| Rok  | Turnaj    | Vítězka                          | Výsledek |
| 1906 | Wimbledon | Dorothea Douglassová Chambersová | 6–3, 9–7 |